# 春風亭錦枝
春風亭 錦枝（しゅんぷうてい きんし）または柳亭 錦枝（りゅうてい きんし）は、落語家の名跡。
- 柳亭錦枝 - 後∶望月長兵衛
- 春風亭錦枝 - 後∶三代目柳亭燕路
- 春風亭錦枝 - 後∶五代目三遊亭新朝
- 柳亭錦枝 - 後∶入船米蔵
- 春風亭錦枝 - 本項にて記述
- 春風亭錦枝 - 後∶三代目春風亭柳好